# ポールダンシングボーイ☆ず
『ポールダンシングボーイ☆ず』（ポールダンシングボーイず）は、2011年5月28日に公開された日本映画である。
監督は金子修介。主演はワタナベエンターテインメントのユニットD2のメンバーで、ユニット初の主演およびメンバー総出演作品ある。

## ストーリー
お笑い芸人を目指すアツシとシンタロウは、かつて人気を博したお笑い芸人・レモネード吉岡が主催するお笑いワークショップに申し込み、様々な事情からそこに集まったヤマグチ、カミツル、ヨウイチロウ、ミッチーらと出会う。だが、見当が外れ、彼らはポールダンス教室に集められてしまった。そして、それが振り込み詐欺であったことに気づきながらも、仕方なくポールダンスを始めた。
そんなある日、アツシがシンタロウのポールダンス映像をネットで公開したところ、人気が急上昇し始める。そして、その映像に感化され、我こそはと、ユキトやイケオカが新たに仲間に加わった。そこで彼らは騙し取られたお金を取り戻すべく、アツシが提案した「男だけのポールダンスショー」を開催することを決意した。
「さえない男たちは無事、ポールダンスショーを成功させ、輝くことができるのか」ということを描く青春映画である。

## キャスト

### ポールダンシングボーイズ
全員、D2が演じる。なお、役名はキャストの芸名にちなんでいる。
アツシ - 荒井敦史
ポールダンスショー開催を提案した。お笑いに対する熱意が非常にあり、芸人修行中であった。
シンタロウ - 阿久津愼太郎
アツシの相方で、芸人修行中であった。
カミツル - 上鶴徹　
関西からスターを夢見て上京してきた。
ヤマグチ - 山口賢貴
まじめな性格があだとなり、サラリーマンをリストラされる。おばさんの人気はボーイズ中トップ。
ヨウイチロウ - 近江陽一郎
寒いダジャレばかりを口にし、女性に人気がないことを悩んでいる。
ミッチー - 三津谷亮
東北から上京してきたが、いつまでたっても方言が抜けない。
ユキト - 西井幸人
ネットに公開されたポールダンス映像を見て、参加を決意した。小柄でかわいいと言われている。
イケオカ - 池岡亮介
ユキトと同じく、映像を見て参加を決意した。女子からの人気は抜群だが、別に好きな人がいる。

### その他
タクヤ - 根岸拓哉
カミツルの弟。ネットに公開された映像を見て、家出して行方不明となった兄の行方を知った。
ジンナイ - 陳内将
クラブ・ウェアハウスのDJ。
ナミコ - 泉カイ
ポールダンサー。
カナ - 橋本愛実
ユミ - 柳裕美
レモネード吉岡 - 螢雪次朗
かつてベタなネタで一世風靡したお笑い芸人。

## スタッフ
- 監督 - 金子修介
- 製作 - 三宅容介
- 企画 - 伊藤秀裕
- エグゼクティブプロデューサー - 男全修二
- プロデューサー - 熊谷伍朗、旭正嗣
- 主題歌 - SuG「☆ギミギミ☆」（ポニーキャニオン）
- ポールダンス振り付け・指導 - REIKO
- 撮影 - 釘宮慎治
- 美術 - 高橋俊秋
- 音楽 - MOKU
- 編集 - 洲崎千恵子
- 助監督 - 清水勇気
- 配給 - Thanks Lab.

## プロモーション
2011年2月26日に完成披露舞台挨拶がTOHOシネマズ六本木ヒルズで行われ、D2のメンバー10人と監督が登壇した。最後のシーンが股ずれに耐えながら、フンドシ一丁でポールダンスを披露することに対し、「抵抗があり恥ずかしかった」と出演者は語ったが、上鶴徹のみが「大丈夫だ」とコメントした。同年5月28日には、初日舞台あいさつが新宿ミラノ1で行われた。そこで、ポールダンスの練習に1か月半を費やしたことを告白した。

## DVDリリース・派生作品

### DVD
- ポールダンシングボーイ☆ず（2011年8月17日、ポニーキャニオン） - 「初回限定盤」「通常盤」の二種での発売

#### ナビゲートDVD
- D2主演映画『ポールダンシングボーイ☆ず』ナビゲート〜男がポールダンスって、どゆこと!?〜（2011年4月27日、ポニーキャニオン）

### 写真集
- 『ポールダンシングボーイ☆ず』オフィシャル写真集（2011年5月25日、学研）ISBN 978-4054049185

### 小説
- 高橋美夕紀『ポールダンシングボーイ☆ず』（2011年、泰文堂）ISBN 978-4803002539